# Yūbari (ville)
Pour les articles homonymes, voir Yūbari.
Yūbari (夕張市, Yūbari-shi) est une ville située dans la préfecture de Hokkaidō, au Japon.

## Toponymie
Le toponyme « Yūbari » dérive d'un mot de la langue aïnou : Yūparo (ユーパロ), signifiant « source d'eau minérale », une allusion à la rivière Yūbari (ja) qui serpente sur le territoire de la ville,.

## Géographie

### Situation
La ville de Yūbari est située dans le sud-est de la sous-préfecture de Sorachi, sur l'île de Hokkaidō, au Japon. Elle s'étend sur 34,7 km, du nord au sud et sur 24,9 km d'est en ouest.

### Municipalités limitrophes
| Iwamizawa | Mikasa         | Ashibetsu    |
| Kuriyama  | Yūbari         | Minamifurano |
| Kuriyama  | Mukawa, Atsuma | Shimukappu   |

### Démographie
Lors du recensement national de 2015, Yūbari comptait 8 843 habitants répartis sur une superficie de 763,07 km2. En septembre 2024, la population était estimée à 6 224 habitants.

### Topographie
Les monts Yūbari et Hachimori sont partiellement situés sur le territoire de Yūbari.

### Hydrographie
Sur le territoire de Yūbari s'étend le bassin versant du cours supérieur de la rivière Yūbari, un affluent de rive gauche du fleuve Ishikari qui prend sa source au mont Ashibetsu (1 726 m), au nord-est de la ville.

### Climat
| Mois                                             | jan.       | fév.       | mars       | avril      | mai       | juin      | jui.     | août      | sep.      | oct.      | nov.       | déc.      | année      |
| ------------------------------------------------ | ---------- | ---------- | ---------- | ---------- | --------- | --------- | -------- | --------- | --------- | --------- | ---------- | --------- | ---------- |
| Température minimale moyenne (°C)                | −11,1      | −10,8      | −6,4       | −0,3       | 5,5       | 10,5      | 15,2     | 16        | 11,3      | 4,2       | −1,8       | −8,1      | 2          |
| Température moyenne (°C)                         | −6,6       | −6         | −1,8       | 4,5        | 10,9      | 15        | 18,8     | 19,6      | 15,6      | 8,9       | 2,1        | −4,2      | 6,4        |
| Température maximale moyenne (°C)                | −2,7       | −1,7       | 2,4        | 9,9        | 17        | 20,6      | 23,7     | 24,4      | 20,7      | 14,1      | 6,3        | −0,6      | 11,1       |
| Record de froid (°C) date du record              | −21,6 2001 | −23,6 2010 | −19,5 2004 | −13,8 1978 | −2,8 2008 | 1,2 1981  | 5,1 1979 | 7,1 2004  | 0,2 2001  | −3,8 2016 | −13,3 1987 | −19 2012  | −23,6 2010 |
| Record de chaleur (°C) date du record            | 6,6 1980   | 11,6 2010  | 14,4 2018  | 26,2 2015  | 31,3 2019 | 31,6 2014 | 35 2021  | 34,9 2021 | 31,5 2020 | 24,4 2019 | 19 2003    | 11,5 1989 | 35 2021    |
| Ensoleillement (h)                               | 94,7       | 103,7      | 142,5      | 160,4      | 186,1     | 160,8     | 132,8    | 142       | 153,7     | 134,9     | 90,9       | 80,1      | 1 582,6    |
| Précipitations (mm)                              | 115,3      | 82         | 78,5       | 78,4       | 107,1     | 86,4      | 129,8    | 185,6     | 156       | 119,7     | 129,5      | 131,5     | 1 400,1    |
| dont neige (cm)                                  | 225        | 172        | 132        | 34         | 0         | 0         | 0        | 0         | 0         | 3         | 84         | 230       | 872        |
| Nombre de jours avec précipitations              | 19         | 16,3       | 14,9       | 12,5       | 12        | 10,1      | 10,8     | 12,3      | 12,2      | 14,5      | 17         | 20,2      | 171,5      |
| dont nombre de jours avec précipitations ≥ 10 mm | 3,6        | 2,4        | 1,9        | 2,4        | 3,8       | 3,1       | 4,7      | 5,1       | 4,7       | 4         | 4,8        | 4,4       | 44,7       |
| Nombre de jours avec neige                       | 18,7       | 16,4       | 14,5       | 5          | 0         | 0         | 0        | 0         | 0         | 0,4       | 6,6        | 18,7      | 79,8       |

| Diagramme climatique                                  |             |             |             |            |              |               |             |             |              |              |               |
| J                                                     | F           | M           | A           | M          | J            | J             | A           | S           | O            | N            | D             |
| −2,7−11,1115,3                                        | −1,7−10,882 | 2,4−6,478,5 | 9,9−0,378,4 | 175,5107,1 | 20,610,586,4 | 23,715,2129,8 | 24,416185,6 | 20,711,3156 | 14,14,2119,7 | 6,3−1,8129,5 | −0,6−8,1131,5 |
| Moyennes : • Temp. maxi et mini °C • Précipitation mm |             |             |             |            |              |               |             |             |              |              |               |

## Histoire
Yūbari a acquis le statut de ville en 1943.

## Économie
Yūbari est réputée pour la production d'une variété de melons appelée Yubari King, un cultivar de la variété cantaloup. Cultivés dans la région de Yūbari connue pour ses sols volcaniques fertiles, les melons Yūbari sont cueillis à la main et envoyés à une coopérative agricole japonaise qui promeut une appellation d'origine protégée. En 2018, à Sapporo, capitale de Hokkaidō, deux Yubari King ont été vendus aux enchères pour une somme supérieure à 25 000 €,.

## Transports
Yūbari est desservie par la ligne Sekishō de la compagnie JR Hokkaido. La gare de Shin-Yūbari est la principale gare de la ville.

## Jumelage
Yūbari est jumelée avec Fushun en Chine.